# Eleições parlamentares iugoslavas de 1958
As eleições parlamentares foram realizadas na Iugoslávia, com a votação em 23 de março de 1958 para o Conselho Federal de 301 membros,   enquanto o Conselho de Produtores foi eleito em 30 de março, com os dois conselhos formando a bicameral Assembleia Popular Federal. 

Quase todos os candidatos concorreram sem oposição, tendo apenas seis dos 301 assentos no Conselho Federal sido disputados por mais de um candidato.  Cerca de 40% dos candidatos ao Conselho Federal e 80% dos candidatos ao Conselho de Produtores concorriam pela primeira vez. 